# Кремінянська сільська рада
Креміня́нська сільська́ ра́да — адміністративно-територіальна одиниця та орган місцевого самоврядування в Городоцькому районі Хмельницької області. Адміністративний центр — село Кремінна.

## Загальні відомості
Кремінянська сільська рада утворена в 1991 році.
- Територія ради: 30,49 км²
- Населення ради: 1 152 особи (станом на 2001 рік)
- Територією ради протікає річка Шиянка

## Населені пункти
Сільській раді були підпорядковані населені пункти:
- с. Кремінна
- с. Кремінянські Хутори

## Склад ради
Рада складалася з 12 депутатів та голови.
- Голова ради: Воротна Таісія Олексіївна
- Секретар ради: Кишко Тетяна Федорівна

### Керівний склад попередніх скликань
| Прізвище, ім'я, по батькові | Основні відомості                                                                     | Дата обрання | Дата звільнення |
| --------------------------- | ------------------------------------------------------------------------------------- | ------------ | --------------- |
| Чагарин Володимир Петрович  | Сільський голова, 1951 року народження, член Всеукраїнського об'єднання «Батьківщина» | 26.03.2006   | 14.05.2010      |
| Воротна Таісія Олексіївна   | Сільський голова, 1968 року народження, освіта середня спеціальна, позапартійна       | 31.10.2010   |                 |

Примітка: таблиця складена за даними сайту Верховної Ради України

### Депутати
За результатами місцевих виборів 2010 року депутатами ради стали:

#### За суб'єктами висування
| Суб'єкт висування | Кількість обраних депутатів | %  |
| ----------------- | --------------------------- | -- |
| Народна партія    | 6                           | 50 |
| Самовисування     | 6                           | 50 |

#### За округами
| № округу       | Прізвище, ім'я, по батькові     | Дата визнання обраним | Освіта             | Партійна приналежність | Відомості про обраного депутата                  |
| -------------- | ------------------------------- | --------------------- | ------------------ | ---------------------- | ------------------------------------------------ |
| Народна Партія |                                 |                       |                    |                        |                                                  |
| 2              | Кишко Тетяна Федорівна          | 02.11.2010            | середня спеціальна | член Народної партії   | ПП ім. Г. І. Ткачука, помічник комірника         |
| 3              | Гуменюк Віктор Федорович        | 02.11.2010            | середня спеціальна | член Народної партії   | ПП ім. Г. І. Ткачука, водій                      |
| 4              | Волос Петро Олександрович       | 02.11.2010            | вища               | член Народної партії   | ПП ім. Г. І. Ткачука, тракторист                 |
| 5              | Кишко Ганна Сергіївна           | 02.11.2010            | середня спеціальна | член Народної партії   | ПП ім. Г. І. Ткачука, бухгалтер                  |
| 6              | Рибак Антоніна Володимирівна    | 02.11.2010            | середня спеціальна | член Народної партії   | ПП ім. Г. І. Ткачука, бухгалтер                  |
| 7              | Шупер Микола Семенович          | 02.11.2010            | середня спеціальна | член Народної партії   | ПП ім. Г. І. Ткачука, головний агроном           |
| Самовисування  |                                 |                       |                    |                        |                                                  |
| 1              | Польський Василь Іванович       | 02.11.2010            | середня спеціальна | член Народної партії   | ГСЛП (Горліс), майстер лісу                      |
| 8              | Шкробот Юрій Петрович           | 02.11.2010            | середня спеціальна | позапартійний          | ПП м. Хмельницький, водій                        |
| 9              | Сухорук Василь Олександрович    | 02.11.2010            | середня            | член Єдиного Центру    | тимчасово не працює                              |
| 10             | Клепацький Сергій Олександрович | 03.11.2010            | вища               | позапартійний          | Лісоводський Аграрний ліцей, заступник директора |
| 11             | Підпайло Оксана Олександрівна   | 02.11.2010            | вища               | позапартійна           | тимчасово не працює                              |
| 12             | Божик Галина Тимофіївна         | 02.11.2010            | середня            | позапартійна           | пенсіонер                                        |